# Gavran
 Ovo je glavno značenje pojma Gavran. Za druga značenja pogledajte Gavran (razdvojba).
Gavran (obični gavran, lat. Corvus corax) je vrsta ptica iz porodice vrana. Dužinom tijela većom od 60 cm je najveća vrana, ali i najveća vrsta podreda pjevica na svijetu.

## Obilježja
Gavran je dužinom tijela koja može biti i do 64 cm, težinom između 1 i 1,5 kg te rasponom krila od 1,20 m značajno veći od svih drugih europskih članova porodice vrana. Jednobojno je crn, a pokrovna pera, naročito na krilima, imaju metalni sjaj. Upadljiv klinasti oblik repa je posebno vidljiv u letu i po njemu ga se već izdaleka može razlikovati od vrlo slične vrste crnih vrana (Corvus corone). Kljun mu je snažan, i lagano zakrivljen prema dolje.
U letu se glasno glasaju zvukom koji liči na šuplje korrk ili korkh. Gavran može vrlo dobro oponašati i glasove drugih vrsta. Može iznimno dobro imitirati ljudski govor.

## Rasprostranjenost
Gavrani žive u velikim područjima holarktika. Nastanjuje područja na jug do Magreba, Irana i sjeverne Indije, kao i do srednje Amerike. U Europi, sjevernoj Americi i na sjeveru Kine postoje velika područja gdje ih, kao posljedica ljudskog progona, nema. No, u Europu se ponovo vraća. Osim toga, gavrana nema niti u dijelovima središnje Azije i u najsjevernijim dijelovima Sibira. Nacionalna je ptica Yukona (Kanada).
Ova vrsta živi u šumama i planinama, ali i na otvorenom prostoru i na obalama.
Gavrani su nekada nastanjivali cijelu Europu. U 19. stoljeću bio je proglašen "štetočinom", i počeo je progon, tako da ga već oko 1900te više nije bilo u velikim dijelovima. Smanjivanje područja u kojima je živio nastavilo se sve do Drugog svjetskog rata. Tek u zadnjim desetljećima dolazi do oporavljanja i povratka gavrana u područja i krajeve gdje je već bio istrijebljen. Ponegdje, kao na primjer u Belgiji, Nizozemskoj i nekim dijelovima Njemačke gavrani su ponovo naseljeni 1970tih i 1980ih.

## Način života i ponašanje
Obični gavrani su stanarice. U vrijeme "udvaranja" koje je kod gavrana u kasnu jesen i zimu, može ih se vidjeti kako u paru u letu izvode akrobacije. Okrugla gnijezda grade na stijenama ili stablima, a u novije vrijeme sve češće na dalekovodima. Ove ptice žive u trajnim parovima, a isto gnijezdo koriste više godina. Na četiri do šest jaja pretežno leži ženka, ali nakon što se ptiči izlegu, hrane ih i brinu o njima oba roditelja.

## Prehrana
Obični gavrani su tipični svežderi. Jedu žitarice i drugo sjemenje svih vrsta, a vrlo rado jedu kukuruz. Osim toga, aktivno lovi malene životinje kao miševe, "krade" jaja i ptiće iz gnijezda drugih ptica ali jede i strvinu. Naročito mlade ptice, prije spolne zrelosti, često cijelu godinu žive na smetištima.

## Ostalo
Obični gavrani spadaju među najinteligentnije ptice. Pokusima je dokazano da je sposoban unaprijed planirati komplicirane aktivnosti. Kod skrivanja hrane, pokazuje kako izvrsnu sposobnost pamćenja, tako i sposobnost predviđanja ponašanja drugih. Čini se da gavran zna, da je skrivena hrana sigurna samo ako ga pri skrivanju nitko nije vidio.
Gavrana se može pripitomiti. U takvim slučajevima, njegova iznimno velika sposobnost oponašanja glasova dovodi do toga, da "razgovara" s "vlasnikom".

## Gavran u europskoj kulturi
Gavran je kao izrazito pametna, socijalna i visoko prilagodljiva životinja bio oduvijek predmet legendi i folklora. Različite kulture nose i različite legende o gavranu.
Poznata je i poema Gavran američkog književnika Edgara Allana Poa.

## Vanjske poveznice
|  | Zajednički poslužitelj ima stranicu o temi Corvus corax    |
|  | Zajednički poslužitelj ima još gradiva o temi Corvus corax |
|  | Wikivrste imaju podatke o taksonu Corvus corax             |